# Château de Caudeval (Puylaurens)
Pour l’article homonyme, voir Château de Caudeval.
Le château de Caudeval ou de Caudaval, est un château situé à Puylaurens, dans le Tarn, en région Occitanie (France). Bâti au XVIe siècle, cet édifice a été entièrement remanié au XIXe siècle, faisant apparaître une belle bâtisse jouxtant les rives de l'Agout. 

## Historique

### Origine
Le premier château de Caudeval est sûrement édifié dans la première moitié du XVIe siècle, par une famille de petite noblesse tarnaise. Au cours des guerres de Religion, en 1586, la bâtisse tombe entre les mains des soldats huguenots dirigés par Roger de Durfort (ou Thomas, selon les sources), seigneur de Deyme.
En 1590 ou 1593, un certain Gaspard de Lacalm est mentionné « sieur de Pratsagrens et Caudaval », même si rien ne confirme que Caudaval soit bien ce château. 

### XIXe siècle
Après la Révolution française, la famille Cambefort acquiert la demeure. Ainsi, Antoine Cambefort-Sabournac (1768 - 1846), avocat tarnais et fils d'un petit seigneur local, est en possession du château dès 1796[réf. souhaitée]. Il est cependant impossible de savoir si les précédents propriétaires du château de Caudeval ont été ou non spoliés de leurs biens. 
Son fils, Paul Emile Cambefort-Sabournac (1797-1869, avocat) nait au château, et son petit-fils, Paul-Félix Cambefort (1840-1903, juge de paix) y meurt[réf. souhaitée]. Le nom de famille Cambefort-Sabournac, réduit à Cambefort au XIXe siècle, résulte d'une adaptation locale du nom de famille "Cambefort", Sabournac étant une ancienne paroisse et église de Puylaurens, visible aujourd'hui sous les formes des vestiges d'un clocher-mur isolé. Il semble néanmoins qu'au cours d'une longue période, entre le début et la quasi-fin du XIXe siècle, le château ait appartenu à la famille Belaud, et non plus à la famille Cambefort. Il apparait alors que Paul-Félix Cambefort l'a racheté entre 1878 et 1879, car si son fils Emmanuel Cambefort (1878 - 1942) est né à Pau, sa fille Henriette Cambefort (1879 - 1930) est quant à elle née au château.
Au XIXe siècle, le noble bâtiment se trouve être dans un état assez vétuste, et est alors très largement réhabilité et remaniée, la question restant à savoir par laquelle des familles Belaud ou Cambefort. Cette entreprise de restauration instaure néanmoins une certaine confusion pour la datation des différents éléments de l'édifice. Il semble ainsi que les murs du corps-de-logis aient été conservés, mais avec la réorganisation des fenêtres, tandis que les tours présentent encore des traces d'ouvertures anciennes, malgré de grands changements. La toiture a quant à elle été entièrement modifiée[réf. souhaitée].

## Architecture
Le château de Caudeval se présente comme un modeste corps de logis sur trois étages, dont un sous combles, flanqué de deux tours circulaires. La façade se compose de quatre travées asymétriques, et la toiture, rehaussée de lucarnes à fronton de brique orné, est un toit mansard en ardoise. Le corps est prolongé à l'Est par un petit pavillon à colombages sur deux étages, en brique, et à toit de tuile. Les deux tours se disposent de part et d'autre du corps. La première est dans l'angle Sud-Est, entre le château et le pavillon, tandis que la seconde est placée au milieu de la façade Nord. Ces deux tours sont ornées de créneaux, ajoutés lors de la restauration, et n'ayant donc pas d'autre rôle qu'une fonction décorative, d'autant plus qu'il n'y a pas de terrasse en haut des tours : rien d'autre qu'un toit de brique ainsi camouflé par les créneaux.  
Sur une des tours est visible une belle fenêtre en accolade, antérieure au XIXe siècle, tandis que sur l'autre on aperçoit entre autres le bas-relief de deux personnages portant un écu. Celui-ci a possiblement été martelé à la Révolution. La majeure partie de la bâtisse est construit dans un appareil mélangeant brique et pierre. 
Le château profite de sa proximité directe avec l'Agout, et possède un petit domaine, avec quelques dépendances, dont un pigeonnier. L'entrée du domaine est signalé par une croix blanche en métal, présentant la vierge Marie agenouillée.